# Неки чудни људи
Неки чудни људи је српска телевизијска серија снимана у продукцији Радио-телевизије Србије, премијерно емитована од 1. марта до 22. марта 2009. на другом каналу Радио-телевизије Србије. Серију је режирао Чедомир Петровић, који је написао и сценарио.
Чедомир Петровић је серију посветио свом оцу, глумцу, Миодрагу Петровићу Чкаљи.

## Улоге
| Глумац              | Улога               |
| ------------------- | ------------------- |
| Мустафа Надаревић   | Душан Јовановић     |
| Бранка Петрић       | Зорка Јовановић     |
| Јована Петровић     | Ленка Тодоровић     |
| Игор Первић         | Милош Протић        |
| Бранка Шелић        | Лепосава Протић     |
| Борис Комненић      | Љуба Миљковић       |
| Гордана Ђурђевић    | Олга Спасић         |
| Гордана Павлов      | Каја Нешић          |
| Оливера Виторовић   | Вукосава Матић      |
| Милан Гутовић       | Лазар Гашић         |
| Феђа Стојановић     | Мика Игњатовић      |
| Јасмина Аврамовић   | Милка Анастасијевић |
| Томислав Трифуновић | Ђорђе Матић         |
| Чедомир Петровић    | Глумац              |
| Мирослав Жужић      | Жандарм             |
| Томо Курузовић      | Газда кафане        |
| Зоја Гламочанин     | Учитељица           |
| Бојан Жировић       |                     |
| Коле Ангеловски     |                     |
| Сергеј Трифуновић   |                     |
| Љиљана Стјепановић  |                     |